# Johannes Katschthaler
Johannes Baptist Katschthaler (29 de maio de 1832 - 27 de fevereiro de 1914) foi um cardeal austríaco da Igreja Católica. Ele serviu como arcebispo de Salzburgo de 1900 até sua morte, e foi elevado ao cardinalato em 1903.

## Biografia
Johannes Katschthaler nasceu em Hippach , no Tirol austríaco , e estudou no seminário em Salzburgo . Foi ordenado ao sacerdócio em 31 de julho de 1855 e tornou - se vigário de Rossen em 1857. Depois de ser feito vigário de St. Johann, ele começou a lecionar no seminário de Salzburgo. Katschthaler aprofundou seus estudos na Universidade de Salzburgo , de onde obteve seu doutorado em teologia , e mais tarde se juntou à Faculdade de Teologia na mesma universidade em 1 de maio de 1862. Ele começou a ensinar história eclesiástica emUniversidade de Innsbruck , em 1874, e tornou-se um cânone da catedral capítulo de Salzburgo, em 1880. Ele foi promovido a reitor do seminário de Salzburgo em 1882.
Em 4 de junho de 1891, Katschthaler foi nomeado Bispo Auxiliar de Salzburgo e Bispo Titular de Cybistra pelo Papa Leão XIII , recebendo sua consagração episcopal em 12 de julho do Arcebispo Johann Evangelist Haller . Depois de se tornar reitor do Capitólio metropolitano de Salzburgo em 1892, ele foi posteriormente eleito o arcebispo de Salzburgo pelo Capitólio da catedral em 10 de maio de 1900, sendo confirmado pelo papa Leão no dia 17 de dezembro seguinte. Katschthaler também detinha o título de primez Germaniae .
Leão XIII nomeado cardeal Priest de San Tommaso em Parione no consistório de 22 de Junho de 1903. No entanto, como um privilégio do seu ver , Katschthaler já estava autorizado a usar as vestes vermelhas tradicionalmente reservados aos cardeais mesmo antes de sua elevação a cardeal. Durante seu mandato, ele participou do conclave papal de 1903 , que elegeu o Papa Pio X , e promoveu a Faculdade Teológica de Salzburgo para formar uma universidade separada. Em 1911, ele foi condecorado com a Grã-Cruz da Ordem Austríaca de Sankt Stefan .
Ele morreu em Salzburgo, aos 81 anos. Ele está enterrado na catedral metropolitana de Salzburgo .

## Link Externo
- Catholic-Hierarchy [self-published]
- Dictionary of African Christian Biography